# Кути (Соколац)
Кути су насељено мјесто у општини Соколац, Република Српска, БиХ. Према попису становништва из 1991. у насељу је живјело 253 становника.

## Становништво
Табеларни приказ историјског кретања броја становника за насељено мјесто Кути.
| Демографија | Демографија | Демографија |
| Година      | Становника  | Становника  |
| ----------- | ----------- | ----------- |
| 1948.       | 271         |             |
| 1953.       | 349         |             |
| 1961.       | 375         |             |
| 1971.       | 324         |             |
| 1981.       | 274         |             |
| 1991.       | 253         |             |
| 2013.       | 50          |             |

Национална припадност становништва у мјесту Кути приказана је у табели.
| Народност           | 1961. | 1971. | 1981. | 1991. | 2013. |
| ------------------- | ----- | ----- | ----- | ----- | ----- |
| Муслимани*/ Бошњаци | 72    | 312   | 266   | 248   | 49    |
| Срби                | 67    | 9     | 5     | 2     | 0     |
| Хрвати              | 7     | 0     | 1     | 2     | 0     |
| Југословени         | 229   | 0     | 2     | 0     | 0     |
| Остали и непознато  | 0     | 3     | 0     | 1     | 1     |
| Укупно:             | 375   | 324   | 274   | 253   | 50    |

*Модалитет Муслимани употребљавао се у пописима становништва до 1991. године, након чега је замијењен термином Бошњаци.